# 玉戶站

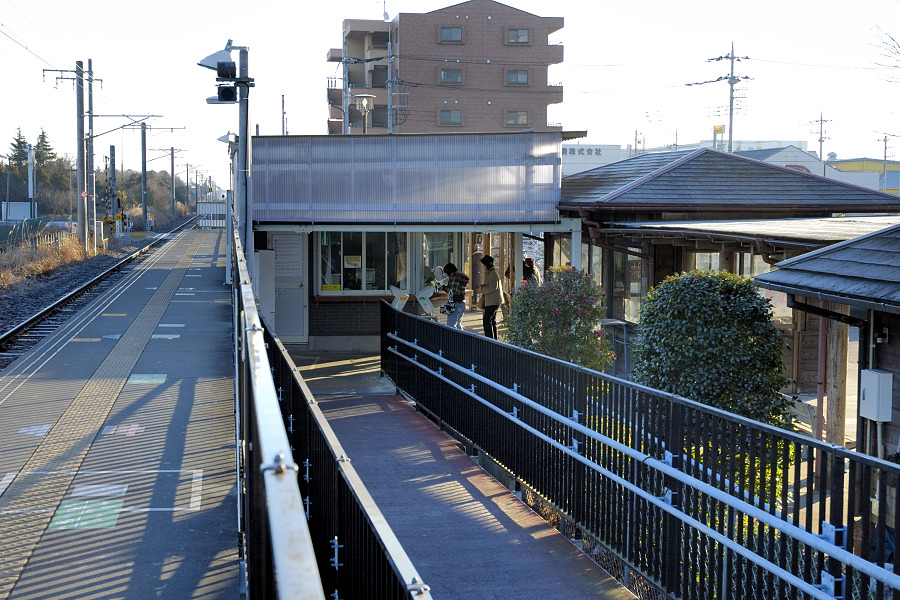
閘口、候車室

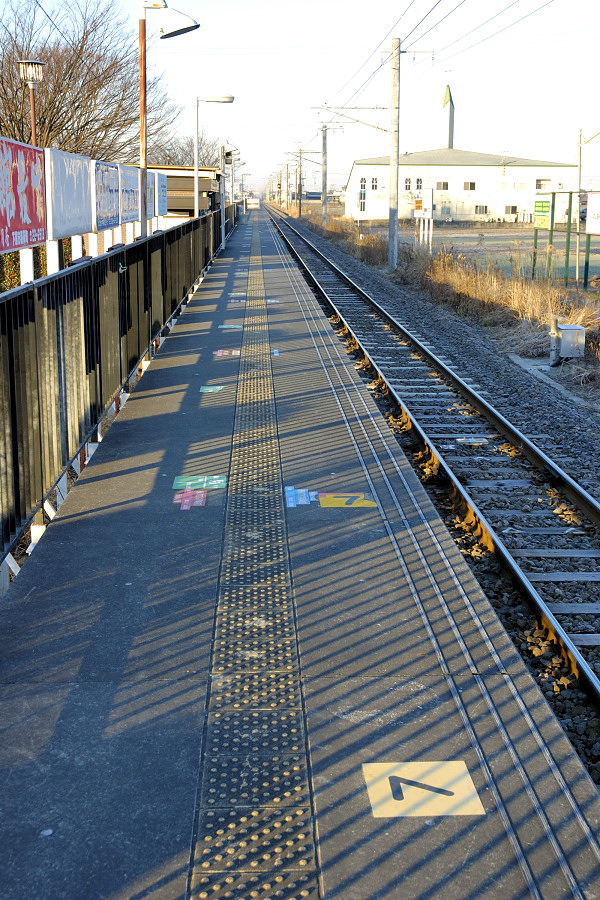
月台望向小山站方向

玉戶站（日语：／ Tamado eki */?）是位於茨城縣筑西市玉戶1675番1號，東日本旅客鐵道（JR東日本）的水戶線車站。

## 概要
車站位於筑西市西邊。

### 在此站行走的運行形態
- 上行（小山方向）
  - 在日間，大約每小時設有1班普通列車（小山）停靠。在早上和黃昏設有來自下館的列車[1]。
- 下行（友部方向）
  - 在日間，大約每小時設有1班普通列車（友部）停靠。在早上和黃昏部分列車只前往下館或直通至常磐線（水戶、勝田方向）的水戶站[1]。

## 歷史
- 1988年（昭和63年）6月20日：此站啟用，當時是無人車站。
- 1997年（平成9年）：設置綠色窗口，成為有人車站。
- 2001年（平成13年）11月18日：此站可以開始使用IC卡Suica。
- 2019年（平成31年）1月31日：當日起綠色窗口結業[2]。

## 車站構造
此站是地面車站，設有1面1線的單式月台。
此站是由下館站管理的業務委託車站，委托JR東日本車站服務負責車站業務。車站內設有自動售票機、乘車站證明書發行機和簡易Suica閘機。

## 使用狀況
根據「JR東日本」的資料，在2019年度（令和元年度）1日平均乘車人次為662人。
以下為近年乘車人次變化列表：
| 乘車人次變化       | 乘車人次變化     | 乘車人次變化    |
| 年度               | 1日平均 乘車人次 | 參考資料        |
| ------------------ | ---------------- | --------------- |
| 2000年（平成12年） | 877              | [ 利用客数 2 ]  |
| 2001年（平成13年） | 869              | [ 利用客数 3 ]  |
| 2002年（平成14年） | 874              | [ 利用客数 4 ]  |
| 2003年（平成15年） | 853              | [ 利用客数 5 ]  |
| 2004年（平成16年） | 865              | [ 利用客数 6 ]  |
| 2005年（平成17年） | 851              | [ 利用客数 7 ]  |
| 2006年（平成18年） | 838              | [ 利用客数 8 ]  |
| 2007年（平成19年） | 837              | [ 利用客数 9 ]  |
| 2008年（平成20年） | 816              | [ 利用客数 10 ] |
| 2009年（平成21年） | 811              | [ 利用客数 11 ] |
| 2010年（平成22年） | 770              | [ 利用客数 12 ] |
| 2011年（平成23年） | 707              | [ 利用客数 13 ] |
| 2012年（平成24年） | 718              | [ 利用客数 14 ] |
| 2013年（平成25年） | 725              | [ 利用客数 15 ] |
| 2014年（平成26年） | 723              | [ 利用客数 16 ] |
| 2015年（平成27年） | 693              | [ 利用客数 17 ] |
| 2016年（平成28年） | 685              | [ 利用客数 18 ] |
| 2017年（平成29年） | 705              | [ 利用客数 19 ] |
| 2018年（平成30年） | 706              | [ 利用客数 20 ] |
| 2019年（令和元年） | 662              | [ 利用客数 1 ]  |

## 車站周邊
- 國道50號
- 茨城縣西部醫療機構筑西診所
- 下館玉戶郵局
- 玉戶工業團地
- 筑西警署（日语：筑西警察署）玉戶派出所

## 巴士路線
- 筑西市地域內運行巴士（委托關鐵柴色巴士（日语：関鉄パープルバス）運行）
  - 經筑西合同廳舍前往下館站南出口
  - 經茨城縣西部醫療中心（日语：茨城県西部メディカルセンター）前往下館站北出口
  - 前往筑西遊湯館

## 相鄰車站
東日本旅客鉄道（JR東日本）
■水戶線 
川島－玉戶－下館

## 注腳

### 使用狀況
1. 1 2  . 東日本旅客鐵道.   [2020-07-12]. （原始内容存档于2020-07-10） （日语）.
2. ↑  . 東日本旅客鐵道.   [2019-03-09]. （原始内容存档于2019-03-27） （日语）.
3. ↑  . 東日本旅客鐵道.   [2019-03-09]. （原始内容存档于2019-03-27） （日语）.
4. ↑  . 東日本旅客鐵道.   [2019-03-09]. （原始内容存档于2019-03-27） （日语）.
5. ↑  . 東日本旅客鐵道.   [2019-03-09]. （原始内容存档于2019-03-27） （日语）.
6. ↑  . 東日本旅客鐵道.   [2019-03-09]. （原始内容存档于2019-03-27） （日语）.
7. ↑  . 東日本旅客鐵道.   [2019-03-09]. （原始内容存档于2019-03-27） （日语）.
8. ↑  . 東日本旅客鐵道.   [2019-03-09]. （原始内容存档于2019-03-27） （日语）.
9. ↑  . 東日本旅客鐵道.   [2019-03-09]. （原始内容存档于2019-04-02） （日语）.
10. ↑  . 東日本旅客鐵道.   [2019-03-09]. （原始内容存档于2019-03-27） （日语）.
11. ↑  . 東日本旅客鐵道.   [2019-03-09]. （原始内容存档于2019-03-27） （日语）.
12. ↑  . 東日本旅客鐵道.   [2019-03-09]. （原始内容存档于2019-03-27） （日语）.
13. ↑  . 東日本旅客鐵道.   [2019-03-09]. （原始内容存档于2019-03-27） （日语）.
14. ↑  . 東日本旅客鐵道.   [2019-03-09]. （原始内容存档于2019-03-27） （日语）.
15. ↑  . 東日本旅客鐵道.   [2019-03-09]. （原始内容存档于2016-04-04） （日语）.
16. ↑  . 東日本旅客鐵道.   [2019-03-09]. （原始内容存档于2019-03-27） （日语）.
17. ↑  . 東日本旅客鐵道.   [2019-03-09]. （原始内容存档于2019-03-23） （日语）.
18. ↑  . 東日本旅客鐵道.   [2019-03-09]. （原始内容存档于2019-03-27） （日语）.
19. ↑  . 東日本旅客鐵道.   [2019-07-09]. （原始内容存档于2019-03-25） （日语）.
20. ↑  . 東日本旅客鐵道.   [2019-07-09]. （原始内容存档于2019-07-05） （日语）.

## 外部連結
- 車站資訊（玉戶）：東日本旅客鐵道（日語）